# Hybridität
Hybridität bedeutet eine Mischform von zwei vorher getrennten Systemen. Die Bezeichnung stammt ursprünglich aus der Landwirtschaft, entwickelte sich aber zu einem in verschiedenen akademischen Disziplinen, insbesondere in der Soziolinguistik und im Umfeld des Postkolonialismus, verwendeten Fachausdruck.

## Soziolinguistik
Sprachen entwickeln eine hybride Form aus zwei oder mehreren verschiedenen Ursprungssprachen, z. B. Kreol- und Pidginsprachen.
Auch im Bereich von individueller Mehrsprachigkeit können hybride Sprachformen entstehen, wenn etwa Sprecher mit Migrationshintergrund Elemente sowohl ihrer Herkunftssprache als auch der Sprache der Aufnahmegesellschaft in einem gemischten Sprach-Code verwenden. Die Art und Weise der Sprachmischung kann unterschiedlichste Formen annehmen, z. B. können nur einzelne Wortteile (Endungen), oder Einzelworte aus einer Sprache in die andere „eingebaut“ werden oder satzweise die Sprache gewechselt werden. Es können Kommentare aus einer anderen Sprache verwendet werden oder generell „gemischt“ gesprochen werden, z. B. in Form von „Denglisch“, einer Sprachmischung aus Deutsch und Englisch.

## Sozialwissenschaft
Insbesondere die zunehmenden Kontaktprozesse durch den Kolonialismus sowie die Erkenntnis, dass unsere Welt zunehmend unübersichtlicher und ambivalenter zu werden scheint, hat in den Sozialwissenschaften eine Auseinandersetzung mit hybriden Phänomenen aufkommen lassen. Hybridität referiere „auf diversen Themenfeldern auf sehr unterschiedliche Formen der Hybridisierung, Vermischung und (Re-)Kombinierung.“ Die Ursprünge der positiven Umwertung der früher als unrein und gefährlich betrachteten Hybridität in der Postmoderne sucht der Autor in der Entwicklung der Naturwissenschaft und Technik.
Der Argentinier Néstor García Canclini hat mit einem Buch Culturas hibridas eine internationale Debatte entfacht, die auf die Entfaltung des kreativen Potenzials von Hybridisierung zielt. Etabliert ist der Begriff in den Kulturwissenschaften und insbesondere in den Postcolonial Studies sowie in den Diskursen um Transkulturalität (zuerst durch den Kubaner Fernando Ortiz Fernández) und Interkulturalität, wo Hybridität „all sorts of things to do with mixing and combination in the moment of cultural exchange“ umfasst.
In der Soziologie wird ein hybrides Phänomen noch allgemeiner gefasst als „ein solches Phänomen, bei dem mindestens zwei zu einem spezifischen historischen Zeitpunkt gesellschaftlich als verschieden typisierte Phänomene augenfällig kombiniert sind.“ Die Entstehung von Hybriden wird dabei als Experimentierfeld und Modus für soziale Innovationen verstanden.
Auch in der Geschichtswissenschaft findet das Konzept zunehmend Beachtung und beschreibt dort das Phänomen kultureller Dynamiken durch Kulturkontakt.
Aktuelle oder vor kurzem abgeschlossene Forschungsprojekte befassen sich:
- mit dem Phänomen der hybriden Identität bei Menschen mit muslimischem Migrationshintergrund an der Humboldt-Universität zu Berlin unter dem Projektnamen Heymat;
- mit kultureller Hybridisierungen im mittelalterlichen Europa an der Humboldt-Universität zu Berlin und der Ruprecht-Karls-Universität Heidelberg;[7]
- mit hybriden Event-Phänomenen zwischen Protest und Populärkultur (Vergnügter Protest[8]) an der Technischen Universität Dortmund.[9]

## Politische Diskurse
Der Begriff der Hybridität ist in der Tradition der politischen Theorie ein sehr neuer Begriff (benutzt seit den 1990er Jahren), hat aber gleichwohl das Potential, theoriegeschichtliche Verbindungslinien des Politischen (vgl. Politische Philosophie) im neuen Licht erscheinen zu lassen. Eine Reihe postkolonialer Kulturtheoretiker wie Edward Said, Iain Chambers und Stuart Hall haben durch ihr Studium von Kontaktphänomenen den Begriff vorbereitet. Zu den Wegbereitern der Diskussion um Hybridität gehörte auch die politisch-literarische Bewegung, die sich im Zuge der Auseinandersetzung mit den Folgen der Verschleppung und Versklavung der afrikanischen Diaspora in der Karibik bildete (Aimé Césaire, Édouard Glissant, Patrick Chamoiseau, Jean Bernabé).
Unter den Ersten, die den Begriff der Hybridität explizit benutzten, war der indische Literaturtheoretiker Homi K. Bhabha. In seinem Buch Die Verortung der Kultur bezieht er den postkolonialen Diskurs auf die (vor allem anglo-amerikanische) Tradition des Politischen und entwickelt die Denkfigur des (nicht notwendig physisch existierenden) „Dritten Raumes“, der sich überall dort auftun kann, wo Menschen mit unterschiedlichstem Wissen oder aus unterschiedlichen Kulturen zusammentreffen und sich über Bedeutungen und Differenzen einigen. Hybridität bedeutet für Bhabha die Zurückweisung eines nomothetischen oder essentialistischen Diskurses des Politischen. Bhabha zeigt, dass die rationale Verwaltung des indischen Subkontinents, die von John Stuart Mill als erste Verwaltung mit einem „vollständigen Aufzeichnungssystem“ gerühmt wurde, in postkolonialer Lesart anders interpretiert werden müsse. Durch die räumliche und kulturelle Trennung von Herrschaftskontrolle (in Großbritannien) und Herrschaftsausübung (in Indien) komme es zu einer „Verschiebung“, zu einer unreflektierten Differenz mit negativen Auswirkungen auf beide politische Räume:

„Das politische Moment der kulturellen Differenz kommt innerhalb der Problematik der kolonialen Regierungskonzeption (governmentality) zum Vorschein und überschattet die Transparenz zwischen Lesbarkeit und legitimer Herrschaft.“

Diese Semantik eines Dritten Raumes als eines Zwischenraumes ist kennzeichnend für eine Traditionslinie des Politischen, die das Politische nicht vom Wesen einer Sache, sondern durch eine adverbiale Vermittlung bestimmen will. Viele Beispiele bieten sich hier an: Die Differenz zwischen einer (transzendentalen) Idee und der Praxis, die sich immer nur akzidentiell auf diese Idee beziehen lässt (etwa bei Platon, aber auch bei Kant oder Hegel), die Differenz zwischen dem göttlichen (absoluten) Recht und dem Recht der Menschen oder für die deutsche Lehre des Staatsrechts die Differenz zwischen der Legalität und Legitimität des Staates, wie sie von Carl Schmitt diskutiert wurde.
Der Dritte Raum des Staatsrechts wären (in dieser Tradition) die allgemeinen Menschenrechte, die einerseits auf den Staat als (polizeilichen) Garanten der Menschenrechte und anderseits auf die Menschen, die ihre Rechte geltend machen und durchsetzen müssen, angewiesen sind. Wenn die Menschen ihre Rechte nicht geltend machen, sind diese Menschenrechte nur eine allgemeine Form, eine Proklamation ohne wirklichen Inhalt, wie dies in vielen Ländern der Erde der Fall war und ist. Anderseits können die Menschenrechte nicht allein von einer Kooperation von Menschen zur Durchsetzung ihrer Rechte ausgehen, es bedarf zumindest einer allgemeinen Idee (bei Jean-Jacques Rousseau: volonté generale), in der Tradition der Staatstheorie etwa jene, dass der Staat (falls notwendig) die Rechte von Minderheiten gegenüber der Mehrheit durchsetzt. Das Hybride oder die Hybridität dieses politischen Diskurses liegt darin, dass zwei Semantiken (die Semantik des Staates und die der Menschenrechte) zwar konzeptionell aufeinander bezogen werden, allerdings ohne dass diese Semantiken zu einer neuen Entität, zu einem einheitlichen neuen Diskurs verschmelzen.